# Thomas Hitzbleck
Thomas Hitzbleck (* 12. März 1947 in Wilhelmshaven) ist ein ehemaliger deutscher Ruderer.

## Sportliche Karriere
Der 1,96 m große Thomas Hitzbleck vom Emder Ruderverein belegte bei den Weltmeisterschaften 1966 den siebten Platz im Vierer mit Steuermann zusammen mit Volkhard Buchter, Jochen Heck und Manfred Weinreich. 1967 gewannen die vier Ruderer mit Steuermann Peter Winiarski den Deutschen Meistertitel im Vierer mit Steuermann. Bei den Europameisterschaften 1967 belegte die Crew den fünften Platz. 1968 gewannen die vier Ruderer den Deutschen Meistertitel im Vierer ohne Steuermann. Bei den Olympischen Spielen 1968 ruderten Hitzbleck, Buchter, Weinreich und Heck auf den sechsten Platz.
1969 saßen Weinreich und Hitzbleck im deutschen Achter, der bei den Europameisterschaften 1969 die Bronzemedaille hinter den Achtern aus der DDR und der Sowjetunion gewann. 1970 erreichte Hitzbleck mit dem deutschen Achter den vierten Platz bei den Weltmeisterschaften. Bei den Europameisterschaften 1971 belegte Hitzbleck mit dem deutschen Achter den sechsten Platz.
1973 und 1974 gewann Thomas Hitzbleck mit dem Vierer mit Steuermann des Ruderklub am Baldeneysee aus Essen den deutschen Meistertitel, beide Male zusammen mit Manfred Weinreich und Hans-Jürgen Hitzbleck. 1973 siegten Weinreich und die Brüder Hitzbleck auch mit dem Achter. Bei den Europameisterschaften 1973 belegte Hitzbleck mit dem Vierer mit Steuermann den neunten Platz, bei den Weltmeisterschaften 1974 erreichte der Vierer den elften Platz. 1975 gewann Hitzbleck zusammen mit Klaus Jäger und Frank Kerkhoff den Deutschen Meistertitel im Zweier mit Steuermann für die Rvg. Hellas-Titania Berlin, bei den Weltmeisterschaften 1975 erhielten Jäger und Hitzbleck mit Steuermann Holger Hocke Bronze im Zweier mit Steuermann. Bei den Olympischen Spielen 1976 in Montreal verpassten Hitzbleck, Jäger und Hocke das A-Finale; im kleinen Finale belegten Jäger, Hocke und der für Hitzbleck eingewechselte Winfried Ringwald den zweiten Platz und somit den achten Platz in der Gesamtwertung.